# 托馬什夫齊
托馬什夫齊（烏克蘭語：Томашівці），是烏克蘭的村落，位於該國西部伊萬諾-弗蘭科夫斯克州，由卡盧什區負責管轄，面積28.8平方公里，2001年人口1,342，人口密度每平方公里46.5人。
49°8′29″N 24°27′7″E / 49.14139°N 24.45194°E